# Haga Nygata
Haga Nygata, är en gata i stadsdelen Haga i Göteborg. Gatan sträcker sig mellan Landsvägsgatan och Sprängkullsgatan och är cirka 450 meter lång.
Haga Nygata fick sitt nuvarande namn fastställt 1882, efter att ha hetat Nygatan från 1852. Även Nygatan i Haga har förekommit (1875) samt Nygatan i Östra Haga (1857-1882). 